# Bafo do Tigre
O Grêmio Recreativo Escola de Samba Bafo do Tigre é uma escola de samba de Niterói, sendo a agremiação carnavalesca ligada à comunidade do Morro do Estado e adjacências.

## História
A escola é filiada à UESBN. Apoiada por comerciantes, pequenos empresários e profissionais liberais da região, e participou durante alguns anos do Grupo Especial do Carnaval da cidade.
Em 2010, ao obter a 11ª colocação, foi rebaixada para o grupo de acesso criado para o ano seguinte, onde obteve a oitava colocação.
Com a última colocação em 2012, o Bafo do Tigre acabou rebaixado ao Grupo 1 dos blocos de enredo.
Após o Carnaval, o presidente Rogério Santos divulgou carta aberta esclarecendo os problemas que ocorreram com a escola antecedendo ao desfile.
Em 2016, Teresinha Sousa, mais conhecida na comunidade como Teresa assumiu a Presidência dando uma nova roupagem e forma de administrar a Escola.
Resgatando a essência e a tradição da comunidade no Morro do Estado, levou O Grêmio Recreativo e Escola de Samba Bafo do Tigre ao segundo lugar do Grupo de Acesso, ganhou os Prêmios Radar Niterói de Melhor Comissão de Frente e Samba Enredo, que também recebeu o título de melhor Samba do ano.
Em 2017, o carnavalesco Cláudio Peimei, chegou a escola para assumir o cargo e inovando e investindo na grandiosidade dos grandes carnavais realizados na história da Agremiação. Com o trabalho do Diretor de Carnaval Ygor Silva e com a Coreógrafa de Comissão de Frente Flávia Perrú (desde 2016), troxeram toda a comunidade para a avenida para tentar retornar ao Grupo Especial dos desfiles de Carnaval de Niterói. Neste ano, a Escola foi contemplada pelo Prêmio Radar Niterói por sua ala de passistas e conjunto de alegorias.
Para o Carnaval de 2018, a Escola com seu novo carnavalesco e novo diretor de carnaval defendeu o enredo : A Magia do Circo - O show tem que continuar, alcançando a segunda colocação na apuração geral do Grupo B (Acesso) o que deu direito a mesma de desfilar no ano de 2019 no Grupo A (Especial) para alegria de toda a comunidade do Morro do Estado.

## Segmentos

### Presidentes
| Nome           | Mandato     | Ref.  |
| -------------- | ----------- | ----- |
| Celso Almeida  | ? - ?       | [ 6 ] |
| Rogério Santos | ? - ?       |       |
| Teresa Sousa   | 2016- Atual |       |

### Diretores
| Ano   | Diretor de Carnaval | Diretor de harmonia | Mestre de bateria | Ref. |
| ----- | ------------------- | ------------------- | ----------------- | ---- |
| 2018- | Henrique            | João Perigo         |                   |      |
| 2019- | João Perigo         | Igão Barulho        |                   |      |

### Intérpretes
| Carnavais       | Intérprete oficial |
| --------------- | ------------------ |
| 2009-2014       | Jorge Demolidor    |
| 2015-2016       | Quinho             |
| 2017-atualmente | Rodrigo Cachorrão  |

## Carnavais
| Ano  | Colocação            | Divisão         | Enredo                                                                                  | Carnavalesco     | Ref                  |
| ---- | -------------------- | --------------- | --------------------------------------------------------------------------------------- | ---------------- | -------------------- |
| 2006 | Vice-Campeã          | Grupo Especial  | A chama que não se apaga                                                                |                  | [ 7 ]                |
| 2008 | Vice-Campeã          | Grupo Especial  |                                                                                         |                  | [ 7 ]                |
| 2010 | 11º lugar            | Grupo Especial  | Rio maravilha, cidade de São Sebastião Compositores: Luiz de Oliveira e Lima de Andrade | Ênio Cruz        | [ 6 ]                |
| 2011 | 8º lugar             | Grupo A         | Mãe gaia e seus elementos naturais                                                      | Ênio Cruz        |                      |
| 2012 | 7° lugar             | Grupo A         | Linda melodia, linda poesia, nos seus 50 anos, o Bafo do Tigre canta os poetas da folia | Beto Reis        |                      |
| 2013 | 4º lugar             | Grupo de Enredo | O Bafo do Tigre mostra ao povo, A saga do negro Claudino José da Silva                  | Beto Reis        |                      |
| 2014 | 7º lugar             | Grupo A         | O Tigre coma a garra e a força de sua comunidade apresenta, Amazônia, Santuário da Vida | Tiago Silva      |                      |
| 2015 | 8º lugar             | Grupo A         | Negra África, encantos e magia                                                          | Tiago Silva      |                      |
| 2016 | 2º lugar             | Grupo A         | Contos, Brincadeiras e Bolas de Sabão... Ser adulto não é brinquedo não                 | Tiago Silva      |                      |
| 2017 | 4° lugar             | Grupo A         | A Magia da Sorte                                                                        | Claúdio Neves    |                      |
| 2018 | Vice-Campeã          | Grupo B         | A Magia do Circo - O show tem que continuar                                             | Josélio da Costa | [ 8 ]                |
| 2019 | 8ºLugar              | Grupo A         | Música: Sinfônia da Vida - Bafo do Tigre vem Musicalizar                                | Rodrigo Fontes   | [ 9 ]                |
| 2020 | 9º lugar (rebaixada) | Grupo A         | O Bafo do Tigre canta a cidade do Rio de Janeiro. Rio - Maravilha e Samba               | Quelli Marissani | [ 10 ] [ 11 ] [ 12 ] |
| 2021 |                      | Grupo B         |                                                                                         |                  |                      |